# Station Przywory Opolskie
Station Przywory Opolskie is een spoorwegstation in de Poolse plaats Przywory.